# دانيال كيلي
دانيال كيلي (بالإنجليزية: Daniel Kelly)‏ هو رسام وفنان أمريكي، ولد في 1947.